# Дітсонгівський національний природознавчий музей
Дітсонгівський Національний природознавчий музей, колишній Музей Трансвааля — природничий музей у Преторії, столиці Південно-Африканської Республіки. Один з найдавніших музеїв Африки. Містить великі колекції птахів, викопних людей, комах. 

## Історія
Заснований 1892 року як Державний музей (афр. Staatsmuseum)
У 1958 році музей став серйозно потерпати від нестачі приміщень. Разом із тим, подарунки президента Крюгера, якими той не користувався, були передані з президентської резиденції до музею. Співробітники музею окрім наукової роботи проводили лекції та демонстрації для різних організацій
1962 року співробітники музею досягли прогресу в просуванні проєкту дослідницької станції в пустелі Наміб.

## Колекції
У музеї в окремій залі представлена велика колекція тушок африканських птахів, що налічує представників понад 800 видів.